# Franjo Šoštarić
Franjo Šoštarić (Zagabria, 1º agosto 1919 – Belgrado, 27 agosto 1975) è stato un calciatore jugoslavo, di ruolo portiere.

## Palmarès

### Club
- Campionato jugoslavo: 4

HAŠK Zagabria: 1938
Građanski Zagabria: 1940
Partizan: 1947, 1949
- Campionato croato: 2

Građanski Zagabria: 1941, 1943
- Kup Maršala Tita: 2

Partizan: 1947, 1952
- Hrvatski nogometni kup: 1

Građanski Zagabria: 1941

### Nazionale
- Argento olimpico: 1

Londra 1948